# Cerapachys toltecus
Cerapachys toltecus é uma espécie de formiga do gênero Cerapachys.